# Nali
Nali (* 1798 in Celahul; † 1855 in Istanbul) war ein kurdischer Poet, Dolmetscher, Mathematiker und Sprachwissenschaftler im Osmanischen Reich. Sein bürgerlicher Name war Mele Xidrî Ehmedî Šaweysî Mikâʾîlî. Durch seine Poesie war er maßgeblich daran beteiligt aus dem kurdischen Sorani eine Literatursprache zu entwickeln.

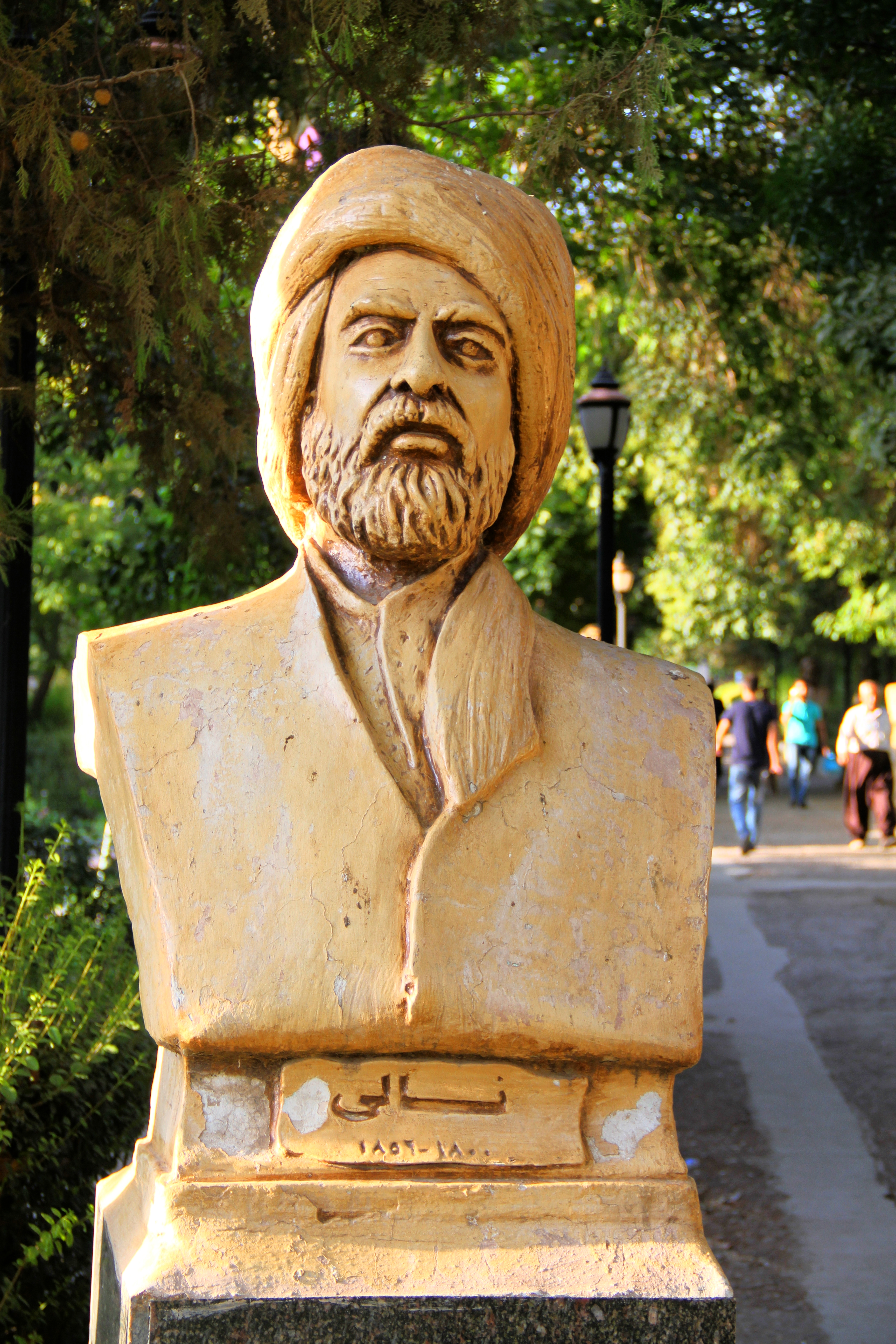

Über sein Leben ist nicht viel bekannt. Nach einer Ausbildung an einer Madrasa unternahm Nali Studienreisen in viele Städte wie Sanandadsch, Mahabad, Halabja und Sulaimaniya. Um 1830 pilgerte er nach Mekka und besuchte auf dem Rückweg Damaskus, wo er dann mehrere Jahre lebte. Später ging er in die osmanischen Hauptstadt Istanbul, wo er viele kurdische Intellektuelle und Verfasser kennenlernte. 1837 wurde das kurdische Fürstentum der Baban im heutigen Nordirak durch das Osmanische Reich zerstört, was ihn dazu motivierte, Gedichte zu schreiben. Neben Kurdisch sprach und schrieb er auch fließend in Arabisch und Persisch. Seine Gedichte wurden in der heutigen Autonomen Region Kurdistans veröffentlicht.